# Marcin Fernówka
Marcin Fernówka (ur. 23 lipca 1982) – polski lekkoatleta, młociarz.
Zawodnik MKS Osa Zgorzelec, Zawiszy Bydgoszcz i AZS-AWF Wrocław. Wielokrotny medalista mistrzostw Polski w kategorii seniorów. Złoty medalista młodzieżowych mistrzostw Polski. 

## Rekordy życiowe
- rzut młotem – 71,64 (2006)